# Kansliet för krishantering
Kansliet för krishantering är ett organ inom det svenska regeringskansliet, vilket har ansvar för att utveckla, samordna och följa upp regeringskansliets krishanteringsarbete. 
Kansliet för krishantering inrättades 2008 under Regeringen Reinfeldt som ett organ inom statsrådsberedningen inom regeringskansliet som en följd av kritik mot Regeringen Perssons hantering av tsunamin 2004. Bland annat ansåg Katastrofkommissionen under ledning av Johan Hirschfeldt i sin rapport Sverige och tsunamin – granskning och förslag  (SOU 2005:104) i december 2005 att den svenska krisberedskapen var undermålig och att det saknades ledarskap och tydlig ansvarsfördelning.
Efter regeringsskiftet 2014 flyttade Regeringen Löfven I kansliet till justitiedepartementet, med inrikesministern som ansvarigt statsråd. Chefstjänstemannen för krishantering har ansvar för att samordna regeringskansliets krishantering. Kansliet har aldrig utgjort en självständig stab avsedd att kunna rycka in och ta det primära operativa ansvaret vid en akut kris, och vid behov föregripa statsrådens beslut, även om detta var vad allianspartierna ibland pläderade för i debatten efter tsunamin och fram till valet 2006. Under Magdalena Anderssons regeringsförklaring meddelade hon att kansliet för krishantering åter kom till att flyttas tillbaka till statsrådsberedningen.
Chefstjänstemannen sorterar under statssekreteraren, tidigare på statsrådsberedningen och numera inrikesministerns statssekreterare. Det betjänar Gruppen för strategisk samordning (GSS), som är en grupp av statssekreterare under ordförandeskap av inrikesministerns statssekreterare. Kansliet för krishantering är också sekretariat till det i december 2008 inrättade Krishanteringsrådet, vilket leds av inrikesministerns statssekreterare och i vilket ingår bland andra Polismyndighetens chef, Överbefälhavaren, en landshövding och representanter för Myndigheten för samhällsskydd och beredskap, Svenska kraftnät, Strålsäkerhetsmyndigheten och Socialstyrelsen. Rådet möts normalt två gånger årligen.
Den första chefstjänstemannen för krishantering var under åren 2008-2010 Christina Salomonson. Chefstjänsteman idag (i december 2015) är Karin Lindgren.
Utöver Kansliet för krishantering ska varje departement ha en krishanteringsorganisation, bestående av en övad krisledningsgrupp samt en tjänsteman i beredskap.